# معضل گفتمان
معضل گفتمان (به انگلیسی: Discursive dilemma) یک تناقض در نظریهٔ انتخاب اجتماعی است. بدین صورت که درنظرگرفتن رأی عموم از طریق قاعدهٔ رأی اکثریت به تناقض می‌انجامد.
یک جامعهٔ رأی‌دهنده برای تعمیرات جاده‌ای را در نظر بگیرید. افراد ممکن است در نتیجهٔ مطرح شدن سه سؤال رأی مثبت بدهند، اما در نتیجهٔ مطرح شدن یک سؤال دیگر جواب منفی. این تناقض به این دلیل رخ می‌دهد که جامعه ممکن است بگوید «بله، جاده‌ها مهم هستند.» یا «بله، آب‌وهوا برای تعمیرات جاده‌ای مناسب است.» یا «بله، بودجهٔ موردنیاز برای تعمیرات جاده‌ای موجود است.» با این وجود، با توجه به پیچیدگی‌های موجود در نظرات فردی و اختلاف‌نظرها، قاعدهٔ رأی اکثریت ممکن است حکم کند «نه، هیچ‌کدام از الزامات تعمیرات جاده‌ای فراهم نیست.» بنابراین گروه تعمیرات جاده‌ای، بسته به نحوهٔ رأی‌گیری از جامعه، بازخورد متفاوتی دریافت می‌کند.

## بررسی اجمالی
درحقیقت، مدل‌سازی «نظر جمعی» از طریق پرسیدن نظر اکثریت کار دشواری است. نظرات متناقض گروه می‌تواند بسته به نوع سؤالی که پرسیده می‌شود، متفاوت ظاهر شود.
برای درک بهتر، تصور کنید یک دادگاه سه نفره باید تصمیم بگیرد که آیا متهم، مجرم است یا خیر. برای مثال، یک باغبان به تخلف از قرارداد «نچیدن گل‌های رز صاحب باغ» متهم است. قضات باید تصمیم بگیرند کدامیک از گزاره‌های زیر درست است:
P: متهم یک اقدام خاص را انجام‌داده‌است. (یعنی، باغبان گل‌های رز را چیده‌است؟)
Q: متهم تعهد قراردادی مبنی بر انجام ندادن این کار داشته‌است. (یعنی، قراردادی مبنی برنچیدن گل‌های رز وجود داشته‌است؟)
C: متهم مجرم است.
علاوه‌براین، تمام قضات گزارهٔ C≡P∧Q را قبول دارند. به عبارت دیگر، قضات موافقند که متهم مجرم است اگروتنهااگر هر دو گزارهٔ P و Q درست باشند.
|              | P   | Q   | C = P & Q | C   |
| ------------ | --- | --- | --------- | --- |
| قاضی اول     | بله | بله | بله       | بله |
| قاضی دوم     | خیر | بله | بله       | خیر |
| قاضی سوم     | بله | خیر | بله       | خیر |
| تصمیم اکثریت | بله | بله | بله       | خیر |

ممکن است هر قاضی قضاوت سازگاری (نامتناقض) داشته‌باشد ولی هم‌چنان تناقض ایجاد شود. برای مثال، فرض کنید اکثر قضات معتقدند که P درست است و هم‌چنین اکثر قضات معتقدند که Q درست است، این بدین معنی است که آن‌ها رأی می‌دهند که احتمالاً باغبان گل‌های رز را چیده‌است و قرارداد واقعاً این اقدام را ممنوع کرده‌است؛ و این نتیجه می‌دهد که باغبان مجرم است.
در عین حال، اکثر قضات معتقدند که P و Q هر دو درست نیستند؛ و این بدین معنی است که اکثر قضات نتیجه می‌گیرند که باغبان مجرم نیست.
جدول روبه‌رو این تناقض را به‌خوبی نشان می‌دهد. (زیرا قضات به نفع فرضیه رأی می‌دهند و نتیجه را رد می‌کنند)

## شرح
این معضل ناشی از آن است که یک روش تصمیم‌گیری می‌تواند مبتنی بر فرضیه یا نتیجه باشد. در یک روش فرضیه‌محور، قضات براساس برآورده شدن شرایط مجرم بودن، تصمیم می‌گیرند. اما در یک روش نتیجه‌محور، قضات مستقیماً تصمیم می‌گیرند که متهم مجرم است. براین‌اساس، تناقض این است که این دو روش لزوماً منجر به نتیجهٔ یکسانی نشده و حتی ممکن است به نتایج متضاد منجر شوند.
فیلسوف Philip Pettit معتقد است درس این تناقض آن است که روش ساده‌ای برای تجمیع نظرات انفرادی وجود ندارد. این ایده‌ها به حوزهٔ جامعه‌شناسی مربوط است که در آن تلاش می‌شود رفتار گروهی درک و پیش‌بینی شود. Pettit هشدار می‌دهد که ما باید گروه‌ها را درک کنیم، زیرا آن‌ها می‌توانند بسیار قدرتمند بوده و تغییرات بزرگی را عملی کنند. او می‌گوید ما بعضی اوقات به‌دلیل مشکلاتی که در بالا توضیح داده‌شد، گروه‌ها (برای مثال شرکت‌ها) را نادیده می‌گیریم.
معضل گفتمان می‌تواند تعمیم پارادوکس کوندورسی باشد. به‌علاوه پارادوکس کوندورسی می‌تواند به قضیهٔ ارو تعمیم داده‌شود. تئوری List-Pettit بیان می‌کند که این ناسازگاری‌ها برای هر روش تجمیعی که چند شرط طبیعی را داشته‌باشد اتفاق می‌افتد.

## برای مطالعهٔ بیشتر
Judgment aggregation at PhilPapers
Judgment aggregation: an introduction and bibliography of the discursive dilemma by Christian List